# Limnichomorphus puetzi
Limnichomorphus puetzi är en skalbaggsart som beskrevs av Carles Hernando och Ignacio Ribera 2004. Limnichomorphus puetzi ingår i släktet Limnichomorphus och familjen lerstrandbaggar. Inga underarter finns listade i Catalogue of Life.